# Нерпо
Нерпо (рос. Нерпо) — село у Бодайбинському районі Іркутської області Російської Федерації. Адміністративно належить до Бодайбинського муніципального утворення. 

## Географія
Село розташоване в Бодайбинському районі Іркутської області, за 79 км від районного центру міста Бодайбо та за 877 км. від обласного центру міста Іркутськ.

## Клімат
У селі різко континентальний клімат. Середньорічна температура повітря становить -5,6 °C.
Середньорічна кількість опадів — 448 мм. Найменше опадів випадає в березні — 8 мм, найбільше у серпні — 80 мм.
| Кліматограма села Нерпо                                                               | Кліматограма села Нерпо | Кліматограма села Нерпо | Кліматограма села Нерпо | Кліматограма села Нерпо | Кліматограма села Нерпо | Кліматограма села Нерпо | Кліматограма села Нерпо | Кліматограма села Нерпо | Кліматограма села Нерпо | Кліматограма села Нерпо | Кліматограма села Нерпо |
| ------------------------------------------------------------------------------------- | ----------------------- | ----------------------- | ----------------------- | ----------------------- | ----------------------- | ----------------------- | ----------------------- | ----------------------- | ----------------------- | ----------------------- | ----------------------- |
| С                                                                                     | Л                       | Б                       | К                       | Т                       | Ч                       | Л                       | С                       | В                       | Ж                       | Л                       | Г                       |
| 20 −27 −36                                                                            | 12 −22 −34              | 8 −7 −23                | 14 4 −10                | 39 13 0                 | 61 22 7                 | 79 25 11                | 80 21 10                | 59 12 3                 | 24 0 −8                 | 27 −14 −24              | 25 −24 −34              |
| Середня макс. і мін. температури повітря (°C) Атмосферні опади (мм), за рік : 448 мм. |                         |                         |                         |                         |                         |                         |                         |                         |                         |                         |                         |

## Населення
| 2002 | 2010 | 2011 | 2012 | 2014 | 2016 | 2017 |
| ▬65  | ▼ 18 | ▬ 18 | ▼ 9  | ▼ 6  | ▲ 7  | ▼ 6  |